# Gaston Duon
Gaston Duon, né le 15 décembre 1908 à Paris et mort à Bormes-les-Mimosas le 5 août 2005, est un statisticien et économiste français.

## Biographie
Gaston Duon, administrateur de l'INSEE, entra en 1937 dans l'administration statistique française (Statistique Générale de la France, devenue Service National des Statistiques de 1941 à 1946, puis INSEE à partir de 1946). Collaborateur du département de biologie de la population de la Fondation Alexis Carrel sous l'Occupation, il travailla au début des années 1950 pour l'Organisation des Nations unies, à New York, en Haïti et en Syrie.  Il résida ensuite à Bruxelles, travaillant pour Eurostat et enseignant la statistique à l'Université de Bruxelles.  Il prit sa retraite en 1970.

## Travaux scientifiques
Gaston Duon  est connu principalement pour son article publié en 1946 "Documents sur le problème du logement à Paris", qui fournit une synthèse de nombreux travaux statistiques sur le logement à Paris, et notamment d'enquêtes réalisées sous l'Occupation.  
Il calcula à cette occasion des indices du prix des immeubles d'habitation, des terrains et des maisons de ville à Paris de 1800 à 1944, repris et commentés par Jacques Friggit.  Il fut à ce titre le pionnier des indices immobiliers par la méthode des ventes répétées, dix années avant Leo Grebler aux États-Unis.

## Publications
- Évolution de la valeur vénale des immeubles parisiens, Journal de la Société de Statistique de Paris, octobre 1943
- Évolution de la valeur vénale des immeubles à Paris de 1840 à 1939, Bulletin statistique de la France, décembre 1943
- Documents sur le problème du logement à Paris, Études Economiques, no 1, Ministère de l'Économie Nationale, Service National des Statistiques, Direction de la Statistique Générale, 1946
- Quelques aspects du problème du logemente en France, Revue des Sciences Economiques de Liège, mars 1948
- De la théorie à la pratique des indices statistiques, application aux problèmes économiques, sociaux et démographiques, Paris, Eyrolles et Gauthier-Villars, 1955